# Fritz Meinecke
Friedrich „Fritz“ Meinecke (* 24. Mai 1989 in Magdeburg) ist ein deutscher Webvideoproduzent.

## Leben

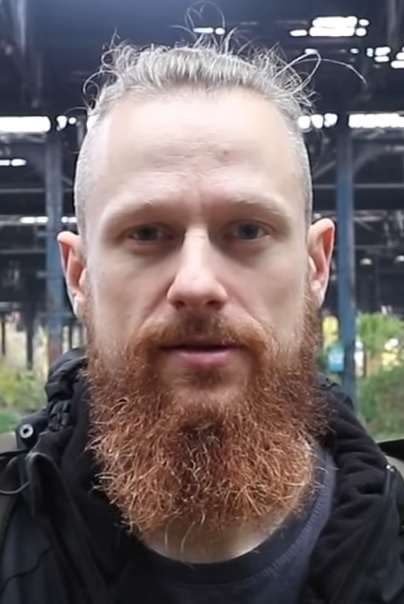
Fritz Meinecke (2018) im ehemaligen Reichsbahnausbesserungswerk Salbke

Fritz Meinecke lebte bis zu seinem 18. Lebensjahr in Magdeburg, wo er eine Ausbildung zum Kfz-Mechatroniker abbrach. Anschließend zog er für seine neue Berufsausbildung zum Bankkaufmann nach Stuttgart. Nach dem Abschluss dieser Ausbildung war er kurz in diesem Beruf tätig.
Meinecke diente anschließend für 15 Monate als Soldat der Feldjägertruppe in der Bundeswehr.
Nach einer Ausbildung zum staatlich anerkannten Digital Artist an der Games Academy im Fach Game Art und Animation war er in diesem Bereich tätig.
In seinen YouTube-Kanälen berichtet Fritz Meinecke seit 2014 von seinen Projekten im Bushcrafting, Survival, Wandern und Radfahren, teilweise werden auch Projekte mit anderen YouTubern umgesetzt und verfilmt. Er betreibt einen Webshop mit Merchandising-Artikeln.
2016 war Meinecke als Co-Moderator von Wigald Boning in der bei History ausgestrahlten Serie Die Geschichtsjäger zu sehen und war Gast in Fernsehsendungen und berichtet dort von seinen Erfahrungen. 2017 wurde er für den Webvideopreis in der Kategorie Lifestyle nominiert. Im selben Jahr veröffentlichte er das Buch Der Abenteurer: Alles, was man über Outdoor wissen muss.
Von Juli 2019 bis Februar 2020 lebte er in seinem Auto (Mercedes-Benz G-Klasse), dessen Umbau er in einer YouTube-Serie dokumentierte. Seitdem lebt er wieder in Magdeburg.
Von 2021 bis 2025 war Meinecke einer der Organisatoren der Survival-Reality-Show 7 vs. Wild. In den ersten drei Staffeln, welche in Schweden (Staffel 1), auf der Isla de San José im Golf von Panama (Staffel 2) und auf Vancouver Island in Kanada (Staffel 3) gedreht wurden, war er selbst Teilnehmer. In Staffel 4 war Meinecke kein Teilnehmer mehr, begleitete die Serie jedoch als aktiver Teil des Produktionsteams. Im Vorfeld der 5. Staffel gab Meinecke seinen Rückzug vom Format bekannt.
Meinecke absolvierte erfolgreich 2025 den Radmarathon Race Across America im Team No Limits zusammen mit Joey Kelly, Flying Uwe, Ann-Kathrin Bendixen, Sascha Huber, Otto Karasch, Survival Mattin und Luke Kelly innerhalb von 7 Tagen, 19 Stunden und 41 Minuten.
Er betreibt die YouTube-Kanäle Fritz Meinecke, Fritz Meinecke – Live, Fritz Meinecke – Gear und Fritz sowie einen Twitch-Kanal, auf dem er sich Videos von anderen YouTubern anschaut und mit Followern interagiert.

## Kontroversen
Im Mai 2022 wurde Meinecke vom Amtsgericht Köln wegen der Beteiligung an einem illegalen Autorennen zu einer Geldstrafe von insgesamt 60.000 Euro verurteilt; gleichzeitig wurde ihm der Führerschein entzogen.
Im selben Monat begann Meinecke eine Fahrradtour von Berlin nach Istanbul. Ein Video dieser Reise vom Juli 2022 sorgte für Aufsehen. Auf einer Landstraße in Ungarn fuhr Meinecke an einer leicht bekleideten Frau am Straßenrand vorbei und kommentierte die Szene mit Zitat: „Ficki, Ficki, 5 Euro!“. Dies führte in sozialen Medien und auf YouTube zu kontroversen Diskussionen, zumal die betroffene Frau auf dem Video nicht unkenntlich gemacht und sogar auf dem Vorschaubild des Videos abgebildet wurde. In einer Instagram-Story kommentierte er den Vorfall mit „Wer das als sexistisch und respektlos empfindet, ist auf meinem Kanal falsch“, allerdings wurde die Szene aus dem Video entfernt. Einer seiner Werbepartner entschied daraufhin „bis auf Weiteres keine Kooperationen mit Fritz Meinecke einzugehen“.
Ende Juli 2022 sorgte eine Instagram-Story von Meinecke erneut für öffentliche Diskussionen. In seinem Q&A-Format „#FragFritz“ antwortete er auf die Frage, warum er immer so „toxic“ sei, dass ihm „diese völlig verweichlichte Gutmenschen Gesellschaft [sic] so auf die Eier“ ginge und dass er „vermutlich überall gebannt“ wäre, sollte er jedes Mal das sagen, was er denke.

## Veröffentlichungen
- Der Abenteurer: Alles, was man über Outdoor wissen muss. Rowohlt Taschenbuch Verlag, Reinbek bei Hamburg 2017, ISBN 978-3-499-63260-0.

## Filmographie (Auswahl)
- Wigald & Fritz – Die Geschichtsjäger. 6 Folgen, History, 2016 (mit Wigald Boning).[7]
- Lost Place: Gefängnis unter Wasser bei Galileo, ProSieben, Staffel 2019, Episode 74, 17. März 2019.[24]
- Fritz Meinecke – Facing the Unknown. 12 Folgen, Discovery+, 2023.[25]